# Zeiningen
Zeiningen is een gemeente en plaats in het Zwitserse kanton Aargau en maakt deel uit van het district Rheinfelden.
Zeiningen telt 2.230 inwoners.